# WTA Tour 1976
Die WTA Tour 1976 (offiziell: Virginia Slims Circuit, Women’s International Grand Prix und Colgate Series) war der 6. Jahrgang der Damentennis-Turnierserie, die von der Women’s Tennis Association ausgetragen wird.
Der Teamwettbewerb Federation Cup wird wie die Grand-Slam-Turniere nicht von der WTA, sondern von der ITF organisiert. Er wird dennoch aufgeführt, da die Spitzenspielerinnen auch dort in der Regel spielen.

## Turnierplan
| Kategorie                        |
| -------------------------------- |
| Grand Slam                       |
| Tour Championships               |
| Virginia Slims Circuit           |
| Women’s International Grand Prix |
| Colgate Series                   |
| Non-Tour Events                  |

| Sonstige       |
| -------------- |
| Federation Cup |

### Dezember
| Datum 1 | Turnier                                                | Siegerin                    | Finalgegnerin                 | Ergebnis |
| ------- | ------------------------------------------------------ | --------------------------- | ----------------------------- | -------- |
| 26.12.  | Australian Open Melbourne, Australien Grand Slam Rasen | Evonne Cawley               | Renáta Tomanová               | 6:2, 6:2 |
| 26.12.  | Australian Open Melbourne, Australien Grand Slam Rasen | Evonne Cawley Helen Gourlay | Lesley Bowrey Renáta Tomanová | 8:1      |

### Januar
| Datum 1 | Turnier                                                                                                 | Siegerin                    | Finalgegnerin                     | Ergebnis      |
| ------- | --- | --------------------------- | --------------------------------- | ------------- |
| 09.01.  | L’Eggs World Series Austin, Vereinigte Staaten Non-Tour Event Hartplatz                                 | Chris Evert                 | Evonne Cawley                     | 6:3, 7:6      |
| 12.01.  | Virginia Slims of Houston Houston, Vereinigte Staaten Virginia Slims Circuit – 75.000 $ Teppich         | Martina Navratilova         | Chris Evert                       | 6:3, 6:4      |
| 12.01.  | Virginia Slims of Houston Houston, Vereinigte Staaten Virginia Slims Circuit – 75.000 $ Teppich         | Françoise Dürr Rosie Casals | Chris Evert Martina Navratilova   | 6:0, 7:5      |
| 19.01.  | Virginia Slims of Washington Washington, Vereinigte Staaten Virginia Slims Circuit – 75.000 $ Hartplatz | Chris Evert                 | Virginia Wade                     | 6:2, 6:1      |
| 19.01.  | Virginia Slims of Washington Washington, Vereinigte Staaten Virginia Slims Circuit – 75.000 $ Hartplatz | Olga Morosowa Virginia Wade | Wendy Overton Mona Guerrant       | 7:6, 6:2      |
| 26.01.  | Virginia Slims of Chicago Chicago, Vereinigte Staaten Virginia Slims Circuit – 75.000 $ Teppich         | Evonne Cawley               | Virginia Wade                     | 3:6, 6:3, 6:2 |
| 26.01.  | Virginia Slims of Chicago Chicago, Vereinigte Staaten Virginia Slims Circuit – 75.000 $ Teppich         | Olga Morosowa Virginia Wade | Evonne Cawley Martina Navratilova | 6:7, 6:4, 6:4 |

### Februar
| Datum 1 | Turnier                                                                                           | Siegerin                        | Finalgegnerin               | Ergebnis      |
| ------- | ------------------------------------------------------------------------------------------------- | ------------------------------- | --------------------------- | ------------- |
| 03.02.  | Virginia Slims of Akron Akron, Vereinigte Staaten Virginia Slims Circuit – 75.000 $               | Evonne Cawley                   | Virginia Wade               | 6:2, 3:6, 6:2 |
| 03.02.  | Virginia Slims of Akron Akron, Vereinigte Staaten Virginia Slims Circuit – 75.000 $               | Brigette Cuypers Mona Guerrant  | Glynis Coles Florența Mihai | 6:4, 7:6      |
| 17.02.  | Virginia Slims of Detroit Detroit, Vereinigte Staaten Virginia Slims Circuit – 75.000 $           | Chris Evert                     | Rosie Casals                | 6:4, 6:2      |
| 17.02.  | Virginia Slims of Detroit Detroit, Vereinigte Staaten Virginia Slims Circuit – 75.000 $           | Mona Guerrant Ann Kiyomura      | Chris Evert Betty Stöve     | 6:3, 6:4      |
| 23.02.  | Virginia Slims of Sarasota Sarasota, Vereinigte Staaten Virginia Slims Circuit – 75.000 $ Teppich | Chris Evert                     | Evonne Cawley               | 6:3, 6:0      |
| 23.02.  | Virginia Slims of Sarasota Sarasota, Vereinigte Staaten Virginia Slims Circuit – 75.000 $ Teppich | Martina Navratilova Betty Stöve | Mona Guerrant Ann Kiyomura  | 6:1, 6:0      |

### März
| Datum 1 | Turnier | Siegerin                     | Finalgegnerin                | Ergebnis      |
| ------- | --- | ---------------------------- | ---------------------------- | ------------- |
| 01.03.  | Virginia Slims of San Francisco San Francisco, Vereinigte Staaten Virginia Slims Circuit – 75.000 $ Hartplatz | Chris Evert                  | Evonne Cawley                | 7:5, 7:6      |
| 01.03.  | Virginia Slims of San Francisco San Francisco, Vereinigte Staaten Virginia Slims Circuit – 75.000 $ Hartplatz | Billie Jean King Betty Stöve | Rosie Casals Françoise Dürr  | 6:4, 6:1      |
| 15.03.  | Virginia Slims of Dallas Dallas, Vereinigte Staaten Virginia Slims Circuit – 75.000 $ Teppich                 | Evonne Cawley                | Martina Navratilova          | 6:1, 6:1      |
| 15.03.  | Virginia Slims of Dallas Dallas, Vereinigte Staaten Virginia Slims Circuit – 75.000 $ Teppich                 | Mona Guerrant Ann Kiyomura   | Marita Redondo Greer Stevens | 6:3, 4:6, 6:4 |
| 22.03.  | Virginia Slims of Boston Boston, Vereinigte Staaten Virginia Slims Circuit – 75.000 $ Hartplatz               | Evonne Cawley                | Virginia Wade                | 6:2, 6:0      |
| 22.03.  | Virginia Slims of Boston Boston, Vereinigte Staaten Virginia Slims Circuit – 75.000 $ Hartplatz               | Mona Guerrant Ann Kiyomura   | Rosie Casals Françoise Dürr  | 3:6, 6:1, 7:5 |
| 29.03.  | Virginia Slims of Philadelphia Philadelphia, Vereinigte Staaten Virginia Slims Circuit – 75.000 $ Hartplatz   | Evonne Cawley                | Chris Evert                  | 6:3, 7:6      |
| 29.03.  | Virginia Slims of Philadelphia Philadelphia, Vereinigte Staaten Virginia Slims Circuit – 75.000 $ Hartplatz   | Billie Jean King Betty Stöve | Rosie Casals Françoise Dürr  | 7:6, 6:4      |

### April
| Datum 1 | Turnier | Siegerin                     | Finalgegnerin              | Ergebnis      |
| ------- | --- | ---------------------------- | -------------------------- | ------------- |
| 12.04.  | Virginia Slims Championships Los Angeles, Vereinigte Staaten Masters – 75.000 $ Teppich                    | Evonne Cawley                | Chris Evert                | 6:3, 5:7, 6:3 |
| 19.04.  | Bridgestone Doubles Tokio, Japan 100.000 $                                                                 | Billie Jean King Betty Stöve | Mona Guerrant Ann Kiyomura | 6:3, 6:2      |
| 26.04.  | Family Circle Cup Amelia Island, Vereinigte Staaten Women’s International Grand Prix – 110.000 $ Sandplatz | Chris Evert                  | Kerry Reid                 | 6:2, 6:2      |
| 26.04.  | Family Circle Cup Amelia Island, Vereinigte Staaten Women’s International Grand Prix – 110.000 $ Sandplatz | Delina Boshoff Ilana Kloss   |                            | zurückgezogen |

### Mai
| Datum 1 | Turnier | Sieger(in)                     | Finalgegner(in)                    | Ergebnis      |
| ------- | --- | ------------------------------ | ---------------------------------- | ------------- |
| 10.05.  | Coca Cola Hard Court Championships Bournemouth, Großbritannien Non-Tour Event Hartplatz                                                        | Helga Masthoff                 | Sue Barker                         | 5:7, 6:3, 6:3 |
| 10.05.  | Coca Cola Hard Court Championships Bournemouth, Großbritannien Non-Tour Event Hartplatz                                                        | Delina Boshoff Ilana Kloss     | Lesley Charles Sue Mappin          | 6:3, 6:2      |
| 17.05.  | Internationale Tennismeisterschaften von Deutschland Hamburg, Bundesrepublik Deutschland Women’s International Grand Prix – 30.000 $ Sandplatz | Sue Barker                     | Renáta Tomanová                    | 6:3, 6:1      |
| 17.05.  | Internationale Tennismeisterschaften von Deutschland Hamburg, Bundesrepublik Deutschland Women’s International Grand Prix – 30.000 $ Sandplatz | Delina Boshoff Ilana Kloss     | Laura duPont Wendy Turnbull        | 4:6, 7:5, 6:1 |
| 23.05.  | Italian Open Rom, Italien Women’s International Grand Prix – 30.000 $ Sandplatz                                                                | Mima Jaušovec                  | Lesley Hunt                        | 6:1, 6:3      |
| 23.05.  | Italian Open Rom, Italien Women’s International Grand Prix – 30.000 $ Sandplatz                                                                | Delina Boshoff Ilana Kloss     | Virginia Ruzici Mariana Simionescu | 6:1, 6:2      |
| 31.05.  | French Open Paris, Frankreich Grand Slam Sandplatz (Rot)                                                                                       | Sue Barker                     | Renáta Tomanová                    | 6:2, 0:6, 6:2 |
| 31.05.  | French Open Paris, Frankreich Grand Slam Sandplatz (Rot)                                                                                       | Fiorella Bonicelli Gail Lovera | Kathleen Harter Helga Masthoff     | 6:4, 1:6, 6:3 |
| 31.05.  | French Open Paris, Frankreich Grand Slam Sandplatz (Rot)                                                                                       | Ilana Kloss Kim Warwick        | Delina Boshoff Colin Dowdeswell    | 5:7, 7:6, 6:2 |

### Juni
| Datum 1 | Turnier                                                                                            | Sieger(in)                                                        | Finalgegner(in)                                                            | Ergebnis                                                                   |
| ------- | -------------------------------------------------------------------------------------------------- | ----------------------------------------------------------------- | -------------------------------------------------------------------------- | -------------------------------------------------------------------------- |
| 14.06.  | Colgate International Eastbourne, Großbritannien Women’s International Grand Prix – 25.000 $ Rasen | Chris Evert                                                       | Virginia Wade                                                              | 8:6, 6:3                                                                   |
| 14.06.  | Colgate International Eastbourne, Großbritannien Women’s International Grand Prix – 25.000 $ Rasen | Chris Evert Martina Navratilova gegen Olga Morosowa Virginia Wade | Finale beim Stand von 6:4, 1:1 für Evert/Navrátilová wegen Regens abgesagt | Finale beim Stand von 6:4, 1:1 für Evert/Navrátilová wegen Regens abgesagt |
| 21.06.  | Wimbledon Championships Wimbledon, Großbritannien Grand Slam Rasen                                 | Chris Evert                                                       | Evonne Cawley                                                              | 6:3, 4:6, 8:6                                                              |
| 21.06.  | Wimbledon Championships Wimbledon, Großbritannien Grand Slam Rasen                                 | Chris Evert Martina Navratilova                                   | Billie Jean King Betty Stöve                                               | 6:1, 3:6, 7:5                                                              |
| 21.06.  | Wimbledon Championships Wimbledon, Großbritannien Grand Slam Rasen                                 | Françoise Dürr Tony Roche                                         | Rosie Casals Bob Stockton                                                  | 6:3, 2:6, 7:5                                                              |

### Juli
| Datum 1 | Turnier                                                 | Siegerin                             | Finalgegnerin                       | Ergebnis      |
| ------- | ------------------------------------------------------- | ------------------------------------ | ----------------------------------- | ------------- |
| 05.07.  | Swedish Open Båstad, Schweden Non-Tour Event            | Renáta Tomanová                      | Helen Anliot                        | 6:3, 6:2      |
| 05.07.  | Swedish Open Båstad, Schweden Non-Tour Event            | María-Isabel Fernández Mimi Wikstedt | Lesley Hunt Renáta Tomanová         | 6:1, 7:6      |
| 05.07.  | Swiss Open Gstaad, Schweiz Non-Tour Event Sandplatz     | Michele Gurdal                       | Gail Sherriff                       | 4:6, 6:2, 6:3 |
| 05.07.  | Swiss Open Gstaad, Schweiz Non-Tour Event Sandplatz     | Betsy Nagelsen Wendy Turnbull        | Brigette Cuypers Annette van Zyl    | 6:4, 6:4      |
| 12.07.  | Head Cup Kitzbühel, Österreich Non-Tour Event Sandplatz | Wendy Turnbull                       | Virginia Ruzici                     | 6:4, 5:7, 6:2 |
| 12.07.  | Head Cup Kitzbühel, Österreich Non-Tour Event Sandplatz | Helen Anliot Mimi Wikstedt           | Katja Ebbinghaus Heidi Eisterlehner | 6:4, 2:6, 7:5 |

### August
| Datum 1 | Turnier | Siegerin                       | Finalgegnerin               | Ergebnis      |
| ------- | --- | ------------------------------ | --------------------------- | ------------- |
| 09.08.  | US Clay Court Championships Indianapolis, Vereinigte Staaten Women’s International Grand Prix – 35.000 $ Sandplatz | Kathy May                      | Brigette Cuypers            | 6:4, 4:6, 6:2 |
| 09.08.  | US Clay Court Championships Indianapolis, Vereinigte Staaten Women’s International Grand Prix – 35.000 $ Sandplatz | Delina Boshoff Ilana Kloss     | Laura duPont Wendy Turnbull | 6:2, 6:3      |
| 16.08.  | Rothmans Canadian Open Toronto, Kanada Women’s International Grand Prix – 35.000 $ Hartplatz                       | Mima Jaušovec                  | Lesley Hunt                 | 6:2, 6:0      |
| 16.08.  | Rothmans Canadian Open Toronto, Kanada Women’s International Grand Prix – 35.000 $ Hartplatz                       | Cynthia Doerner Janet Newberry |                             | zurückgezogen |
| 16.08.  | WTA Westchester Invitational Harrison (New York), Vereinigte Staaten Non-Tour Event                                | Beth Norton                    | Ruta Gerulaitis             | 1:6, 7:5, 6:3 |
| 22.08.  | Federation Cup Finale Philadelphia, Vereinigte Staaten Teppich                                                     | Vereinigte Staaten             | Australien                  | 2:1           |
| 23.08.  | Tennis Week Open Orange, Vereinigte Staaten Non-Tour Event                                                         | Marise Kruger                  | Lea Antonoplis              | 6:3, 6:2      |

### September
| Datum 1 | Turnier                                                                                      | Sieger(in)                  | Finalgegner(in)             | Ergebnis      |
| ------- | -------------------------------------------------------------------------------------------- | --------------------------- | --------------------------- | ------------- |
| 01.09.  | US Open Forest Hills, Vereinigte Staaten Grand Slam 309.000 $ Sandplatz                      | Chris Evert                 | Evonne Cawley               | 6:3, 6:0      |
| 01.09.  | US Open Forest Hills, Vereinigte Staaten Grand Slam 309.000 $ Sandplatz                      | Delina Boshoff Ilana Kloss  | Olga Morosowa Virginia Wade | 6:1, 6:4      |
| 01.09.  | US Open Forest Hills, Vereinigte Staaten Grand Slam 309.000 $ Sandplatz                      | Billie Jean King Phil Dent  | Betty Stöve Frew McMillan   | 3:6, 6:2, 7:5 |
| 13.09.  | U.S. Indoors Atlanta, Vereinigte Staaten Women’s International Grand Prix – 60.000 $ Teppich | Virginia Wade               | Betty Stöve                 | 5:7, 7:5, 7:5 |
| 13.09.  | U.S. Indoors Atlanta, Vereinigte Staaten Women’s International Grand Prix – 60.000 $ Teppich | Rosie Casals Françoise Dürr | Betty Stöve Virginia Wade   | 6:0, 6:4      |
| 27.09.  | Toray Sillook Open Tokio, Japan Women’s International Grand Prix – 75.000 $ Hartplatz        | Betty Stöve                 | Margaret Court              | 1:6, 6:4, 6:3 |

### Oktober
| Datum 1 | Turnier                                                                                               | Siegerin                        | Finalgegnerin                     | Ergebnis      |
| ------- | --- | ------------------------------- | --------------------------------- | ------------- |
| 04.10.  | Thunderbird Classic Phoenix, Vereinigte Staaten Women’s International Grand Prix – 60.000 $ Hartplatz | Chris Evert                     | Dianne Fromholtz                  | 6:1, 7:5      |
| 04.10.  | Thunderbird Classic Phoenix, Vereinigte Staaten Women’s International Grand Prix – 60.000 $ Hartplatz | Billie Jean King Betty Stöve    | Delina Boshoff Ilana Kloss        | 6:2, 6:1      |
| 11.10.  | World Invitational Classic Hilton Head, Vereinigte Staaten Non-Tour Event                             | Evonne Cawley                   | Virginia Wade                     | 6:3, 6:4      |
| 11.10.  | World Invitational Classic Hilton Head, Vereinigte Staaten Non-Tour Event                             | Sue Barker Evonne Cawley        | Martina Navratilova Virginia Wade | 6:4, 4:6, 6:3 |
| 18.10.  | Spanish Championships Barcelona, Spanien Non-Tour Event Sandplatz                                     | Renáta Tomanová                 | Virginia Ruzici                   | 3:6, 6:4, 6:2 |
| 18.10.  | Spanish Championships Barcelona, Spanien Non-Tour Event Sandplatz                                     | Florența Mihai Virginia Ruzici  | Nathalie Fuchs Michele Gurdal     | 6:2, 6:4      |
| 18.10.  | Colgate Inaugural Palm Springs, Vereinigte Staaten Colgate Series – 175.000 $                         | Chris Evert                     | Françoise Dürr                    | 6:1, 6:2      |
| 18.10.  | Colgate Inaugural Palm Springs, Vereinigte Staaten Colgate Series – 175.000 $                         | Chris Evert Martina Navratilova | Billie Jean King Betty Stöve      | 6:2, 6:4      |

### November
| Datum 1 | Turnier                                                                    | Siegerin                        | Finalgegnerin                    | Ergebnis      |
| ------- | -------------------------------------------------------------------------- | ------------------------------- | -------------------------------- | ------------- |
| 01.11.  | Dewar Cup London, Großbritannien Colgate Series – 35.000 $                 | Virginia Wade                   | Chris Evert                      | 6:2, 6:2      |
| 01.11.  | Dewar Cup London, Großbritannien Colgate Series – 35.000 $                 | Virginia Wade Betty Stöve       | Rosie Casals Chris Evert         | 6:3, 2:6, 6:3 |
| 01.11.  | Japan Open Tokio, Japan Non-Tour Event Teppich                             | Wendy Turnbull                  | Michele Gurdal                   | 6:1, 6:1      |
| 22.11.  | South African Open Johannesburg, Südafrika Colgate Series – 35.000 $       | Brigette Cuypers                | Laura duPont                     | 6:7, 6:4, 6:1 |
| 22.11.  | South African Open Johannesburg, Südafrika Colgate Series – 35.000 $       | Laura duPont Valerie Ziegenfuss | Yvonne Vermaak Elizabeth Vlotman | 6:1, 6:4      |
| 22.11.  | Gunze World Tennis Tokio, Japan Non-Tour Event 100.000 $                   | Chris Evert                     | Sue Barker                       | 6:2, 7:6      |
| 29.11.  | Colgate NSW Tournament Sydney, Australien Colgate Series – 100.000 $ Rasen | Martina Navratilova             | Betty Stöve                      | 7:5, 6:2      |
| 29.11.  | Colgate NSW Tournament Sydney, Australien Colgate Series – 100.000 $ Rasen | Martina Navratilova Betty Stöve | Françoise Dürr Ann Kiyomura      | 6:3, 7:5      |

### Dezember
| Datum 1 | Turnier                                                                  | Siegerin                     | Finalgegnerin                    | Ergebnis      |
| ------- | ------------------------------------------------------------------------ | ---------------------------- | -------------------------------- | ------------- |
| 06.12.  | Toyota Classic Melbourne Melbourne, Australien Colgate Series – 75.000 $ | Margaret Court               | Sue Barker                       | 6:2, 6:2      |
| 06.12.  | Toyota Classic Melbourne Melbourne, Australien Colgate Series – 75.000 $ | Margaret Court Betty Stöve   | Delina Boshoff Ilana Kloss       | 6:2, 6:4      |
| 27.12.  | Marlboro New South Wales Sydney, Australien Colgate Series – 35.000 $    | Kerry Reid                   | Dianne Fromholtz                 | 3:6, 6:2, 6:3 |
| 27.12.  | Marlboro New South Wales Sydney, Australien Colgate Series – 35.000 $    | Helen Gourlay Betsy Nagelsen | Dianne Fromholtz Renáta Tomanová | 6:4, 6:1      |